# 楊新華
 楊新華 （ようしんか、Xinhua Yang、1963年 - ） は 、中国の上海バレエ団の有名バレエ男優。1963年中華人民共和国上海生まれ、上海バレエ舞踊学校出身。今の上海バレエ舞踊学校担副校長を務める。